# Saint Ignace (Michigan)

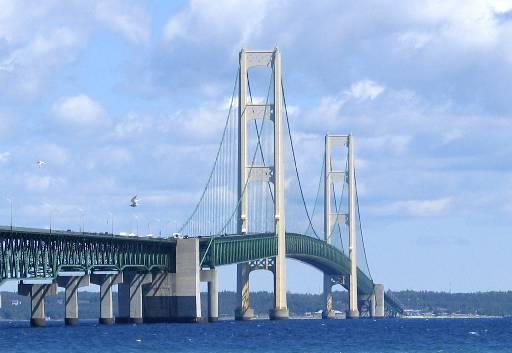
De Mackinac Bridge tussen St. Ignace en Mackinaw City

Saint Ignace, ook geschreven als St. Ignace, is een stadje in de staat Michigan van de Verenigde Staten, en de zetel van Mackinac County. Het is een van de oudste stadjes in Michigan. De Franse ontdekkingsreiziger en jezuïtische priester Jacques Marquette stichtte het stadje als missiepost in 1671, en noemde het naar Ignatius van Loyola.
Volgens het United States Census Bureau heeft het stadje 2.678 inwoners (volkstelling 2000) en een totale gebiedsomtrek van 7 km² (2,7 mijl²), waarvan 7 km² land is met daarin 0,37 % watergebied. St. Ignace ligt aan de Straat van Mackinac tussen het Michiganmeer en het Huronmeer. In de jaren 30 was het hier een smokkelroute (via boten en vrachtwagens) van illegale sterkedrank zoals whisky, georganiseerd door gangsterbenden, zoals onder anderen die van Al Capone en gewone smokkelaars, tijdens de jaren van de "drooglegging" in de VS. De smokkelwaar kwam voornamelijk uit Canada naar de Verenigde Staten.
De Mackinac Bridge verbindt St. Ignace op het Upper Peninsula, het noordelijke van de twee schiereilanden waaruit Michigan bestaat, met Mackinaw City op het Lower Peninsula, het zuidelijke schiereiland van de staat. Veerboten varen er heen en weer tussen St. Ignace en Mackinac Island. De stad is ook het oostelijke eindpunt van de snelweg U.S. Route 2, en de snelweg M-123 begint enkele kilometers ten noorden van de stad.

## Geboren in St. Ignace
- Aubrey Wray Fitch (1883-1978), Admiraal van de Amerikaanse marine